# محمد سنجیباهی دلکر
محمد سنجیباهی دلکر (انگلیسی: Mohanbhai Sanjibhai Delkar؛ زادهٔ ۱۹ دسامبر ۱۹۶۲ - درگذشته ۲۲ فوریهٔ ۲۰۲۱) یک سیاست‌مدار اهل هند بود.